# أونيك

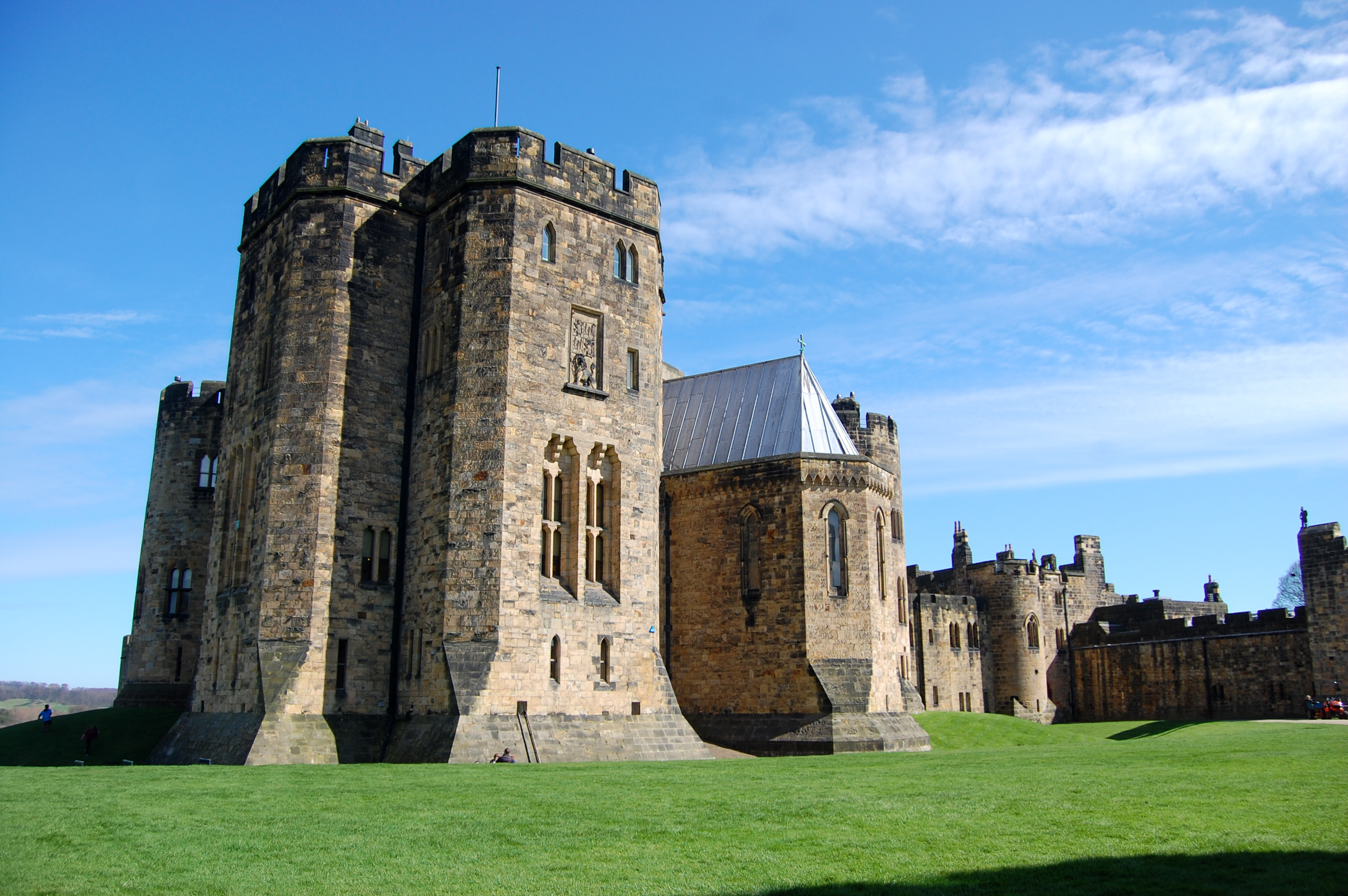

أونيك (بالإنجليزية: Alnwick) هي بلدة تقع في شمال نورثمبرلاند بإنجلترا. كان تعداد السكان في عام 2001 قد بلغ 8,000 نسمة، بينما بلغ عدد السكان في مقاطعة أونيك 31,029 نسمة.

## أعلام
- رالف تيت
- جيمس باترسون
- بيل ميلر
- مالكوم الثالث
- إدوارد كولينجوود
- فرانك كينغ
- ريتشارد واتسون ديكسون